# Tangermünde
Tangermünde – miasto w Niemczech, w kraju związkowym Saksonia-Anhalt, w powiecie Stendal, nad Łabą. W 2009 liczyło 11 005 mieszkańców.

## Historia

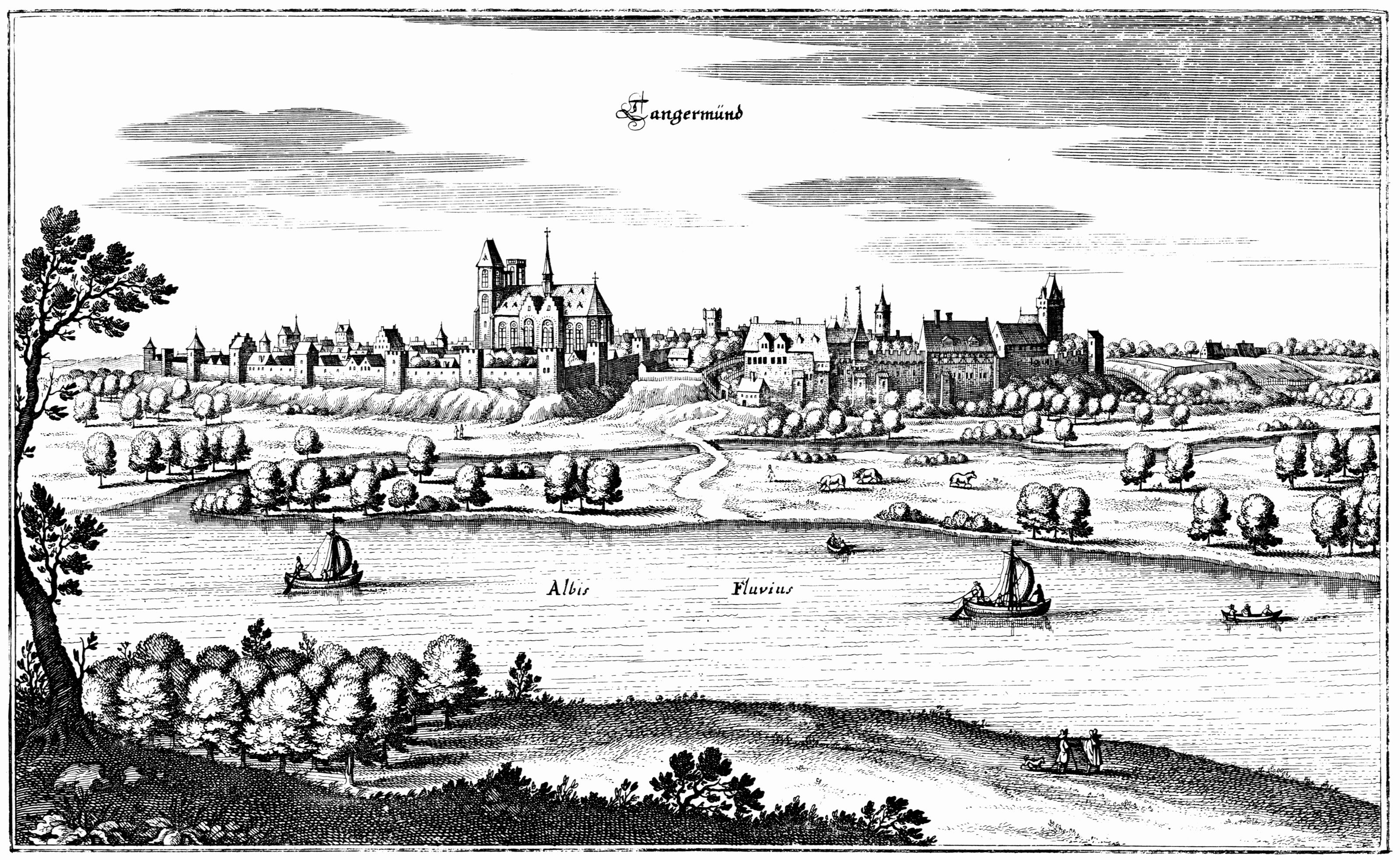
Tangermünde w XVII wieku

Najstarsza zachowana wzmianka o zamku w Tangermünde pochodzi z kronik Thietmara z Merseburga 1009 roku. Pierwsza wzmianka o mieście sięga 1275 roku. Tangermünde leżało wówczas w granicach Marchii Brandenburskiej. Było jednym z głównych miast Starej Marchii. W latach 1373–1415 znajdowało się pod panowaniem Królestwa Czech. Od 1373 do 1378 miasto było drugą po Pradze siedzibą króla Czech i cesarza rzymskiego Karola Luksemburskiego. W 1617 miasto niemal doszczętnie spłonęło. Od 1701 w granicach Królestwa Prus. Po pokoju w Tylży od 1807 przynależało do Królestwa Westfalii. Od 1815 część pruskiej prowincji Saksonia, a od 1871 Niemiec. W latach 1949–1990 część NRD.
Do 31 grudnia 2009 miasto było siedzibą wspólnoty administracyjnej Tangermünde, z początkiem 2010 do Tangermünde przyłączono gminy Bölsdorf, Buch, Grobleben, Hämerten, Langensalzwedel, Miltern i Storkau.

## Zabytki
- Zamek
- Ratusz (gotycki)
- Brama Nowomiejska (Neustädter Tor) (gotycka)
- Kościół św. Szczepana (gotycki)

## Współpraca
Miejscowości partnerskie:
- Lich, Hesja
- Minden, Nadrenia Północna-Westfalia
- Wissembourg, Francja

## Galeria

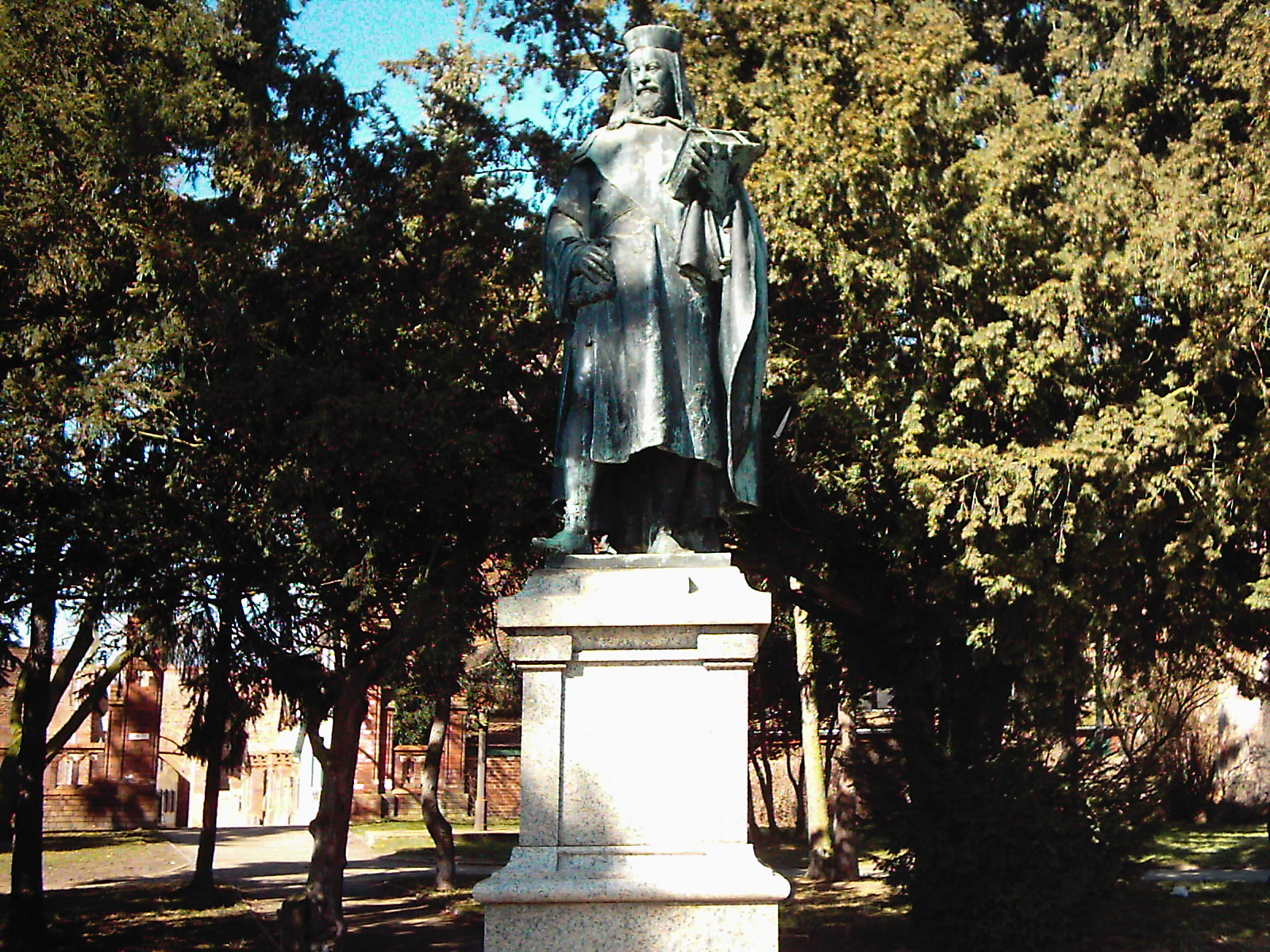
Pomnik Karola Luksemburskiego
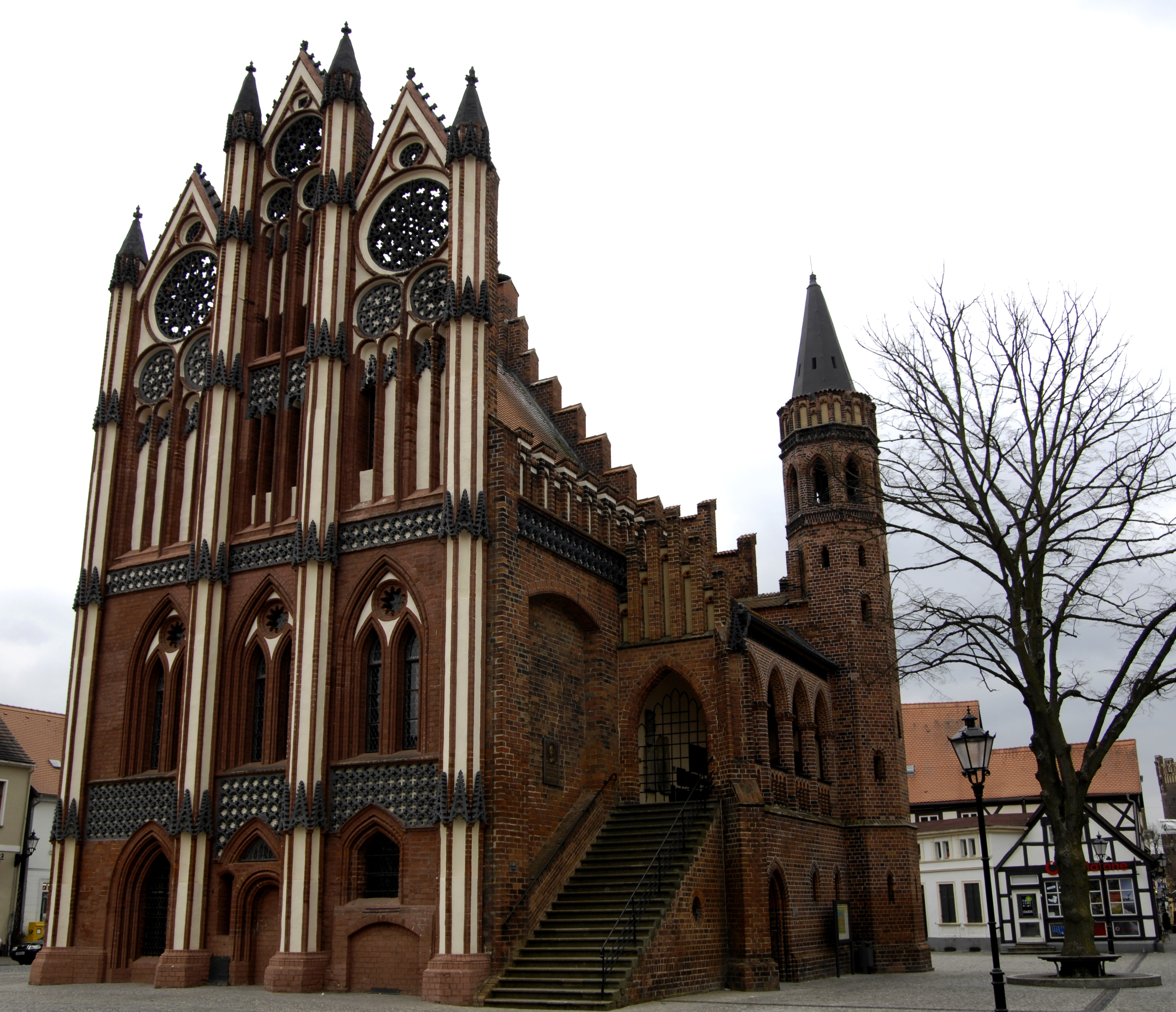
Ratusz
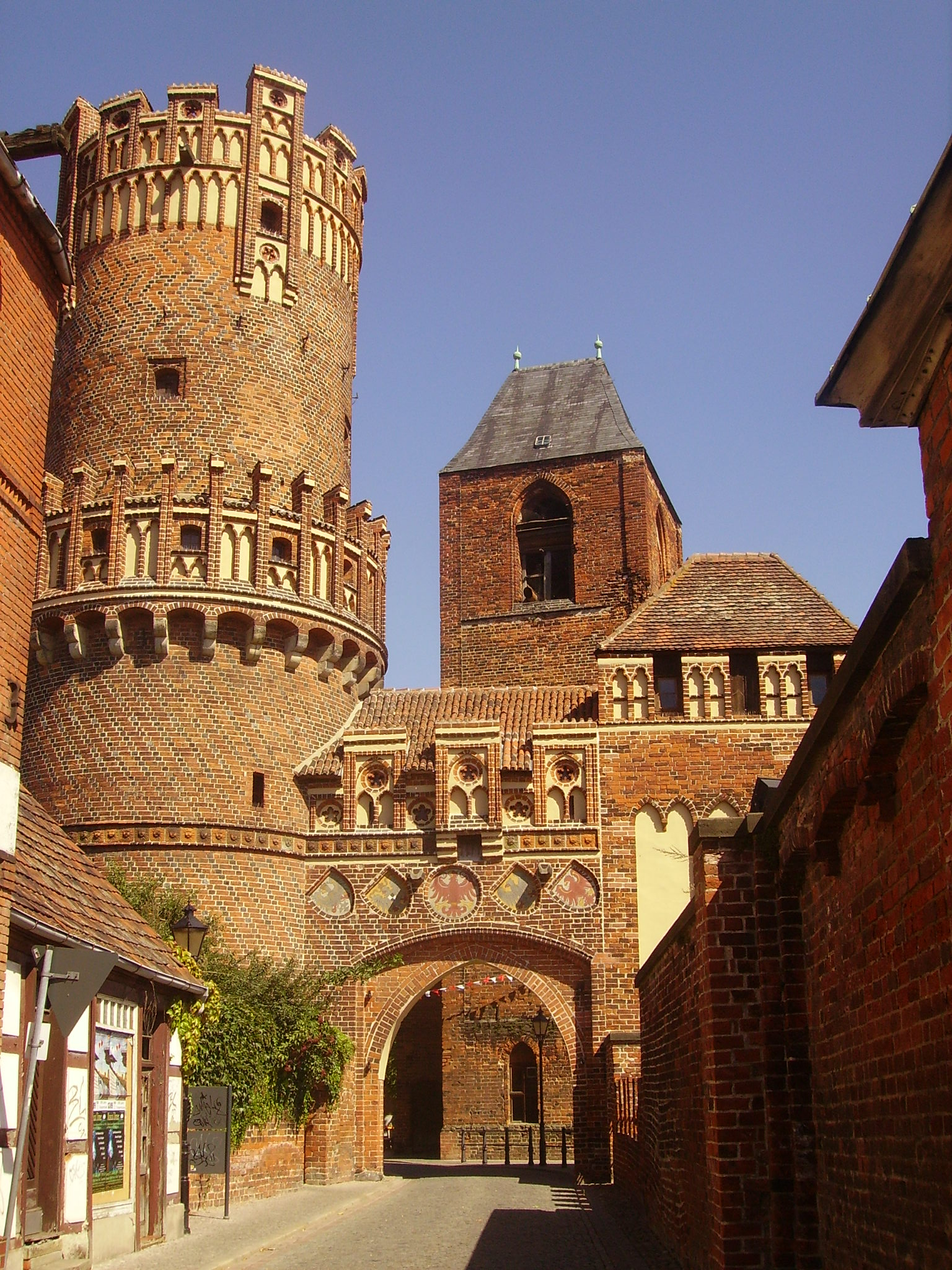
Brama Nowomiejska
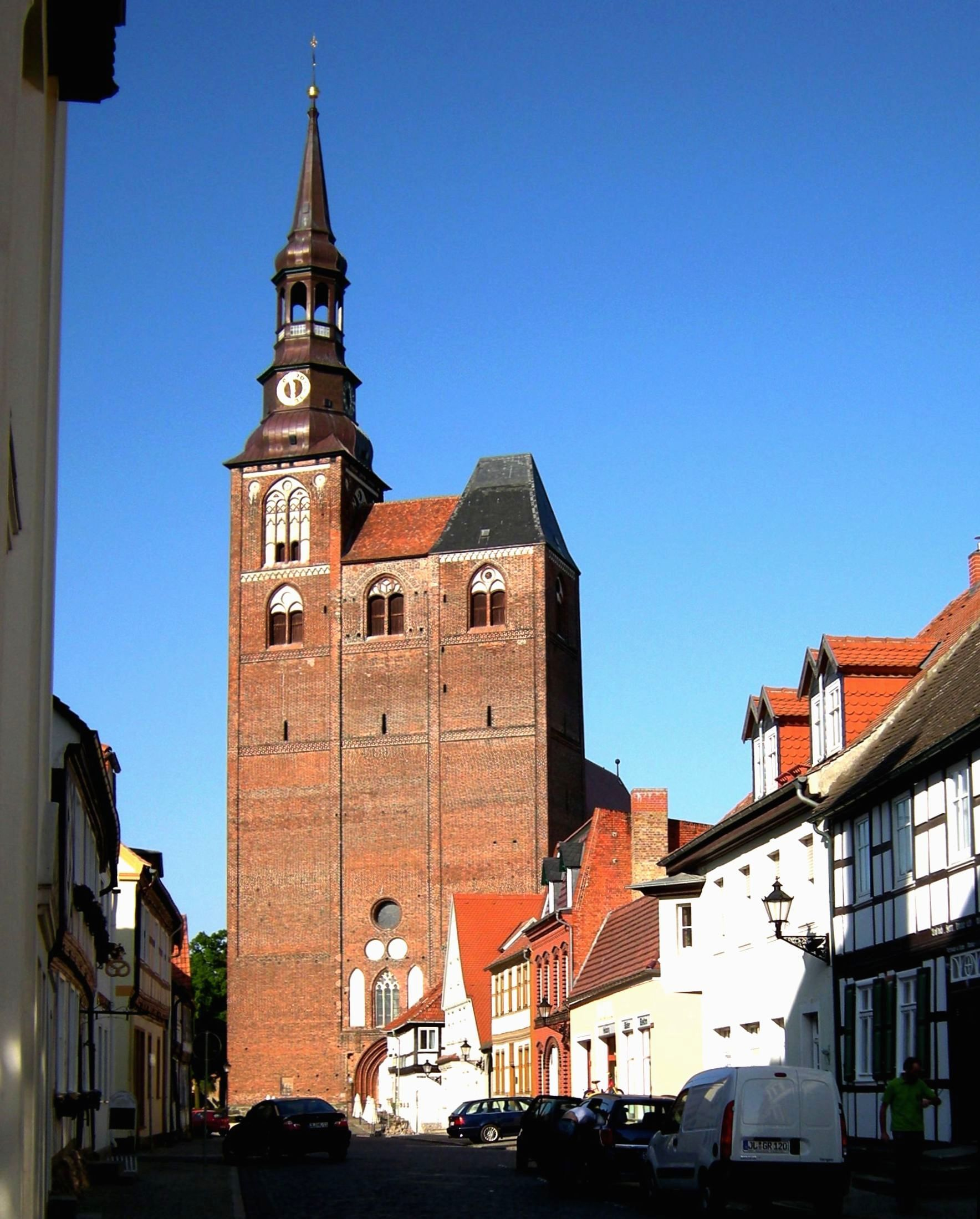
Kościół św. Szczepana.
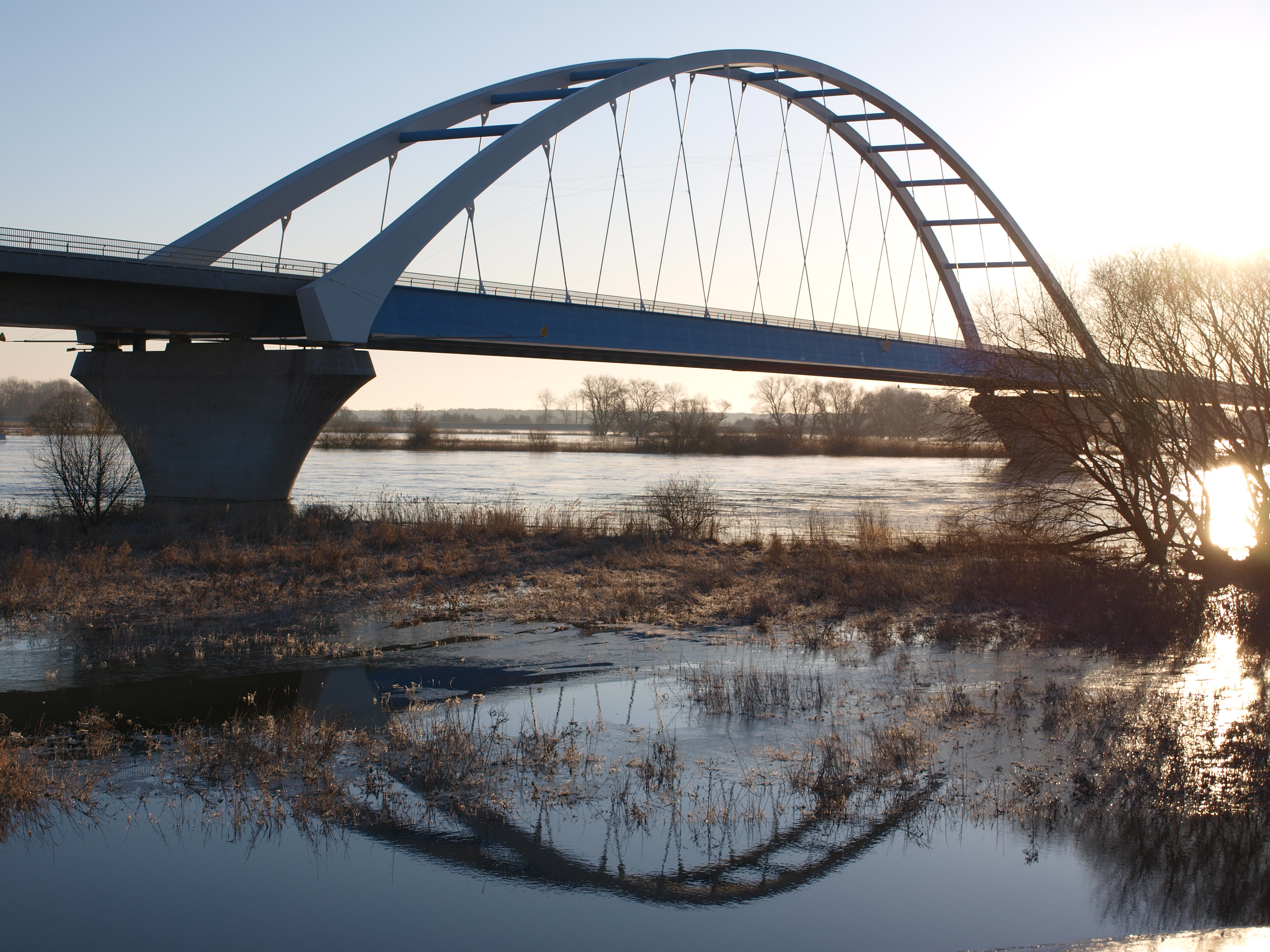
Most nad Łabą